# 克雷布斯巴赫河 (基姆湖)
47°53′25″N 12°31′53″E / 47.89016°N 12.53145°E

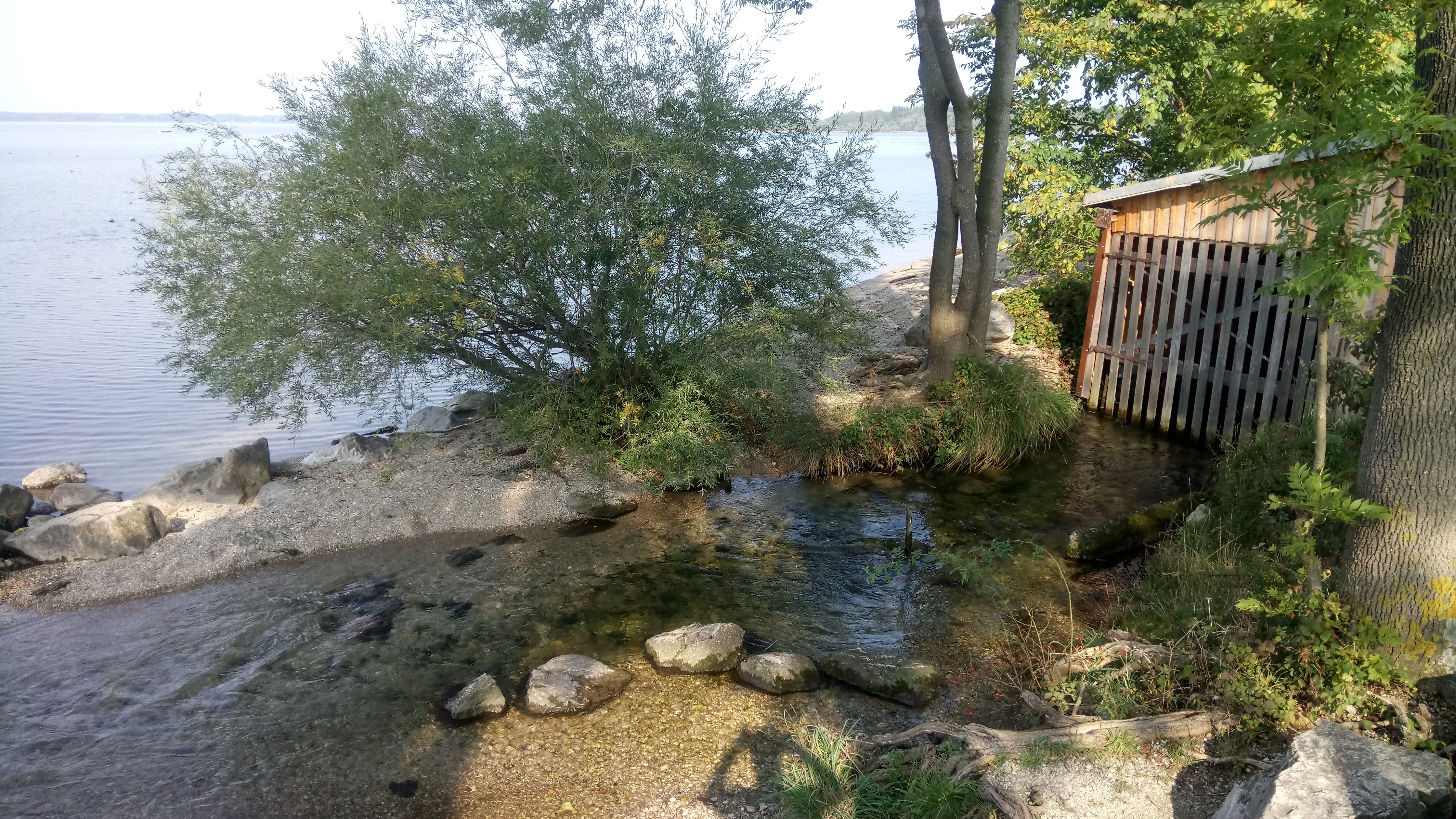

克雷布斯巴赫河（德語：Krebsbach），是德國的河流，位於該國東南部，由巴伐利亞負責管轄，屬於阿爾茨河的支流，最終注入基姆湖，河口處在基明。